# Carvalho Leite

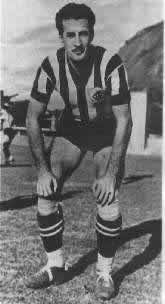
Carvalho Leite 1930

Carlos Antônio Dobbert de Carvalho Leite (* 25. Juni 1912 in Niterói (RJ); † 19. Juli 2004 in Rio de Janeiro) war ein brasilianischer Fußballspieler. Mit Botafogo FC gewann er in den 1930er-Jahren fünf Mal die Staatsmeisterschaft von Rio de Janeiro. Mit Brasilien nahm er an den Fußballweltmeisterschaften von 1930 und 1934 sowie der Südamerikameisterschaft 1937 teil.

## Wirken
Carvalho Leite spielte ursprünglich beim Petropolitano FC. Er spielte dabei unter anderem auch in der Staatsauswahl des Bundesstaates Rio de Janeiro (in jener Zeit nicht mit der Auswahl der Bundeshauptstadt Rio de Janeiro, dem Bundesdistrikt, zu verwechseln). 1929 wurde er zum Botafogo FC in der Hauptstadt geholt, wo er bis zu seinem Karriereende 1942 verblieb. Nach einer Sperre wegen Wechsel des Verbandes war er ab 1930 auch in offiziellen Spielen Botafogos spielberechtigt und gewann mit dem Verein in jenem Jahr die Meisterschaft des Bundesdistrikts, die dritte der Vereinsgeschichte und die erste seit 18 Jahren.
Am 22. Juli 1930 gab er bei der Fußball-Weltmeisterschaft in Uruguay im Estadio Centenario von Montevideo im zweiten Gruppenspiel Brasiliens gegen Bolivien sein Debüt in der Nationalmannschaft. Brasilien gewann 4:0, schied aber aufgrund einer 0:2-Niederlage im ersten Spiel gegen Jugoslawien aus. Am 10. August des Jahres kam er in Rio bei einem freundschaftlichen Länderkampf gegen Jugoslawien, praktisch eine Art Revanche-Spiel, zu seinem zweiten Einsatz für Brasilien und erzielte dabei auch seine ersten beiden Tore für die Seleção, die diesmal 4:1 gewann. Der jugoslawische Verband führte diese Partie nicht als offizielles Länderspiel.

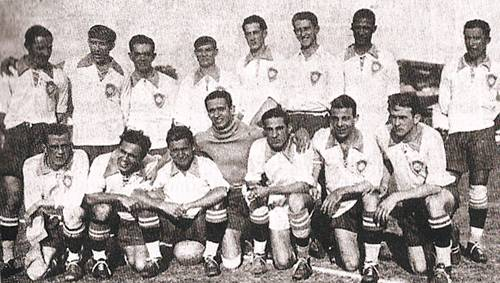
Weltmeisterschaft 1930: Hinten:: Brilhante, Fernando Giudicelli, Hermógenes, Nilo, Carvalho Leite, Itália, Fausto dos Santos, Santana; Vorne: Teóphilo, Benevenuto, Benedito, Velloso, Doca, Russinho, Preguinho.

Im April und Mai 1931 fanden gegen den Meister von São Paulo SC Corinthians Paulista zwei Spiele um die Taça dos Campeões Estaduais Rio-São Paulo, den Pokal der Staatsmeister statt; quasi eine brasilianische Meisterschaft. Nachdem das erste Spiel auswärts 0:2 verloren ging, sicherte sich Botafogo im Rückspiel mit einem 7:1-Sieg, zu dem Nilo Murtinho Braga vier und Carvalho Leite zwei Tore beisteuerten, den Pokal. In nachfolgenden Jahren wurden derartige Wettbewerbe nicht ausgetragen.
Mitte 1931 wurde er neben Nilo, einem der großen Stars jener Ära, und zwei weiteren Spielern von Botafogo als Verstärkung für eine Europareise des Ortskonkurrenten CR Vasco da Gama freigestellt. Die erst zweite Europareise eines brasilianischen Vereins – nach der des CA Paulistano von 1925 – führte ihn durch Spanien und Portugal. In zwölf Spielen, unter anderem gegen den FC Barcelona, FC Porto, Benfica Lissabon und Sporting Lissabon gewann die von Harry Welfare trainierte Mannschaft von Vasco dabei acht Mal.
In jenem Jahr reichte es zwar nicht für eine Titelverteidigung bei der Meisterschaft, er beeindruckte aber stark bei einem Auswahlspiel des Bundesdistriktes gegen São Paulo: der im Stadion anwesende Prince of Wales begab sich nach dem Spiel in die Kabine und gratulierte ihm zu seiner Leistung. In den Jahren 1935, 1938 und 1939 bestritt er weitere Partien für die Auswahlmannschaft. In diesen Jahren gewann er mit dem Bundesdistrikt auch vier Mal die Brasilianische Meisterschaft der Bundesstaaten.
1932, 1933, 1934 und 1935 gewann der kraftvolle Stürmer mit Botafogo vier Staatsmeisterschaften in Folge, was bislang einzigartig blieb, und die erfolgreichste Ära des Vereins beschreibt. Die letzten drei Meisterschaften fanden allerdings in der nach einem Schisma im Fußball von Rio zwischen Professionalismus und Amateurismus in der Liga der dem Amateurstatut verpflichteten Federação Metropolitana de Desportos statt. Nilo war dabei der einzige Spieler neben ihm der an allen fünf Titeln jener Zeit beteiligt war. Nilo agierte auch als einer der beiden Assistenztrainer des Ungarn Nicolas Ladanyi, der Elemente der Psychoanalyse in sein Trainingsprogramm einfließen ließ und von 1930 bis 1933 bei Botafogo war. Carvalho Leite selbst wurde dabei dreimal Torschützenkönig der Liga: 1936 erzielte er 15 Tore; 1938 musste er sich den Titel des besten Schützen mit Leônidas da Silva von den Profis des CR Flamengo, der wie er 16 Tore erzielte, teilen und 1939 wurde er mit 22 Treffern alleiniger Torschützenkönig der nunmehr unter dem Professionalismus wiedervereinigten Meisterschaft. In sechs weiteren Jahren war er bester Ligatorschütze Botafogos. Bei Botafogo ist er der zweite erfolgreichste Torschütze (Stand Juli 2020).
Bei der Weltmeisterschaft 1934 in Frankreich, wo Brasilien in der ersten Runde gegen Spanien ausschied, gehörte Carvalho Leite zum Aufgebot, kam aber nicht zum Einsatz. Bei der anschließenden Europareise Brasiliens spielte er aber am 3. Juni 1934 in Belgrad, wo die Seleção dem Gastgeber Jugoslawien mit 4:8 unterlag. Beide Verbände führen dieses Spiel als offiziell in ihren Annalen. Auf dieser Reise und weiteren Partien in Südamerika bis Februar 1939 spielte Brasilien gegen zahlreiche weitere Auswahl- und Vereinsmannschaften, bei denen er zum Einsatz kam. Diese Spiele hatten allerdings keinen offiziellen Charakter.
Im März und April 1936 war eine weitere Auslandsreise der Höhepunkt. Mit Botafogo bereiste er bei der ersten Tournee des Vereins Mexiko, wo Asturias FC, Real Club España und Necaxa zu den Gegner zählten, und die USA, wo in St. Louis zwei Spiele gegen die Shamrocks ausgetragen wurden. In neun Spielen gewann Botafogo sechs Mal und hatte nur zwei Niederlagen zu verzeichnen.
Im Januar 1937 wurde er mit Brasilien Zweiter bei der in Buenos Aires ausgetragenen Südamerikameisterschaft. Im Entscheidungsspiel gegen die Gastgeber, das vor 80.000 Zusehern im Gasómetro de Boedo stattfand und von Ausschreitungen begleitet war, unterlag Brasilien nach Verlängerung mit 0:2. Carvalho Leite kam in diesem Spiel als Wechselspieler zum Zug. Er erzielte in diesem Turnier bei vier Einsätzen drei Treffer. Seine letzten beiden Länderspiele am 5. März und 17. März jeweils ebenso in Buenos Aires gegen Argentinien, diesmal um die Copa Roca, waren aus brasilianischer Sicht Katastrophen: Brasilien unterlag hier mit 1:6 und 1:5. Insgesamt bestritt er zehn Länderspiele und traf dabei sieben Mal.
Im Mai 1941 verletzte er sich bei einem 5:1-Sieg Botafogos in einem Meisterschaftsspiel gegen den Bonsucesso FC, zu dem er noch einen Treffer beitrug. Er bestritt danach nur noch ein Spiel: am 15. Januar 1942 beendete er seine Spielerlaufbahn im Alter von 29 Jahren mit einem 3:1-Sieg in einem Freundschaftsspiel in Salvador beim EC Bahia. Insgesamt soll er für Botafogo in 325 Spielen 275 Tore erzielt haben, womit er in der Vereinsgeschichte an zweiter Stelle hinter Waldir Cardoso Lebrêgo „Quarentinha“ mit den ihm zugeschriebenen 310 Treffern in 444 Partien steht.
Nachdem er bereits von 1941 bis 1942 das Training bei Botafogo leitete, war er auch 1942–1943, 1950–1951 und 1951–1952 bei Botafogo auf der Bank. Zudem fungierte der studierte Arzt, der auch für seinen Erfolg bei Frauen bekannt war, über 50 Jahre hinweg als medizinischer Betreuer Botafogos.

## Statistiken

### Mannschaften

#### Nationalmannschaft
- 1930–1940: Fußballnationalmannschaft von Brasilien (11 Spiele / sechs Tore) Die nachstehenden Einsätze in der Nationalmannschaft sind nachgewiesen.[6]

Offizielle Länderspiele
- 22. Juli 1930 gegen Bolivien, Ergebnis: 4:0 (Fußball-Weltmeisterschaft)
- 10. August 1930 gegen Jugoslawien, Ergebnis: 4:1 (2 Tore)
- 17. August 1930 gegen die USA, Ergebnis: 4:3 (1 Tor / Gesamt 3 Tore)
- 6. September 1931 gegen Uruguay, Ergebnis: 2:0 (Copa Rio Branco)
- 3. Juni 1934 gegen Jugoslawien, Ergebnis: 4:8
- 3. Januar 1937 gegen Chile, Ergebnis: 6:4 (Campeonato Sudamericana) (1 Tor / Gesamt 4)
- 13. Januar 1937 gegen Paraguay, Ergebnis: 5:0 (Campeonato Sudamericana) (1 Tor / Gesamt 5)
- 19. Januar 1937 gegen Uruguay, Ergebnis: 3:2 (Campeonato Sudamericana) (1 Tor / Gesamt 6)
- 1. Februar 1937 gegen Argentinien, Ergebnis: 0:2 (Campeonato Sudamericana)
- 5. März 1940 gegen Argentinien, Ergebnis: 1:6 (Copa Roca)
- 17. März 1940 gegen Argentinien, Ergebnis: 1:5 (Copa Roca)

Inoffizielle Spiele
- 8. Juni 1934 gegen Dinamo Zagreb, Ergebnis: 0:0
- 17. Juni 1934 gegen Katalanische Fußballauswahl, Ergebnis: 1:2 (1 Tor)
- 24. Juni 1934 gegen Katalanische Fußballauswahl, Ergebnis: 2:2
- 1. Juli 1934 gegen FC Barcelona, Ergebnis: 4:4 (1 Tor)
- 12. Juli 1934 gegen eine Auswahlmannschaft von Spielen des Belenenses Lissabon und Benfica Lissabon, Ergebnis: 4:2
- 15. Juli 1934 gegen Sporting Lissabon, Ergebnis: 6:1
- 22. Juli 1934 gegen FC Porto, Ergebnis: 0:0
- 9. September 1934 gegen CA Ypiranga, Ergebnis: 5:1 (1 Tor)
- 16. September 1934 gegen EC Bahia, Ergebnis: 8:1 (2 Tore)
- 20. September 1934 gegen eine Auswahlmannschaft von Bahia, Ergebnis: 2:1
- 27. September 1934 gegen Sport Recife, Ergebnis: 5:4
- 30. September 1934 gegen Santa Cruz FC, Ergebnis: 3:1
- 4. Oktober 1934 gegen Náutico Capibaribe, Ergebnis: 8:3 (2 Tore)
- 13. Oktober 1934 gegen EC Bahia, Ergebnis: 5:1
- 16. Dezember 1934 gegen Palmeiras São Paulo, Ergebnis: 4:1
- 24. Februar 1935 gegen River Plate, Ergebnis 2:1

#### Andere Auswahlmannschaften
- ca. 0 1928: Staatsauswahl von Rio de Janeiro (Seleção Fluminense)
- 1931–1939: Staatsauswahl von Rio de Janeiro (Seleção Carioca / Bundesdistrikt)

- 1927–1929: Petropolitano FC
- 1929–1943: Botafogo FC

### Erfolge
- Copa Rio Branco: 1931
- Copa América: Zweiter Platz 1937
- Brasilianische Meisterschaft der Bundesstaaten: 1931, 1935, 1938, 1939
- Taça dos Campeões Estaduais Rio-São Paulo: 1930
- Staatsmeisterschaft von Rio de Janeiro: 1930, 1932, 1933, 1934, 1935
- Torschützenkönig der Staatsmeisterschaft: 1936, 1938, 1939